# Death By Kite
Death By Kite var et københavnsk rockband, som var aktivt fra 2004 til 2009.
Bandet blev dannet af Bjørn Alexander Gøtzsche Lange (guitar, sang), som også var den primære sangskriver, Sidsel Marie Hermansen (bas og kor) og Kristian Kimer (trommer) som havde mødt hinanden som studerende på Københavns Universitet. Bandet spillede en støj- og punk-inspireret rockmusik med inspiration i bl.a. Sonic Youth, Joy Division, Placebo m.fl.
Bandet udgav debutalbummet Death By Kite på Quartermain Records i 2007 og turnerede ad flere omgange i Danmark og Europa. Dette år spillede de bl.a. på Roskilde Festival og Hurricane i Tyskland. Kimer forlod bandet i 2008, hvorefter Mikkel Holtoug tog over. Den nye besætning skrev kontrakt med A:Larm og udgav her to EP'er; Wave I og Wave II. Den tredje, Wave III, som skulle have fuldendt trilogien og fungeret som fuldlængdealbum blev aldrig færdiggjort inden bandet gik i opløsning efter en koncert på Spot Festival.
Hermansen arbejder i dag med udvikling af computerspil, Kristian Kimer underviser, Bjørn Alexander Gøtzsche Lange arbejder i reklamebranchen mens Mikkel Holtoug er producer og musiker.

## Diskografi
- Death By Kite  (2007)